# Montbartier
Montbartier [mɔ̃baʁtje] ist eine französische Gemeinde mit 1.727 Einwohnern (Stand: 1. Januar 2022) im Département Tarn-et-Garonne in der Region Okzitanien. Montbartier gehört zum Arrondissement Montauban und zum Kanton Montech. Die Einwohner werden Montbartierens genannt.

## Geographie

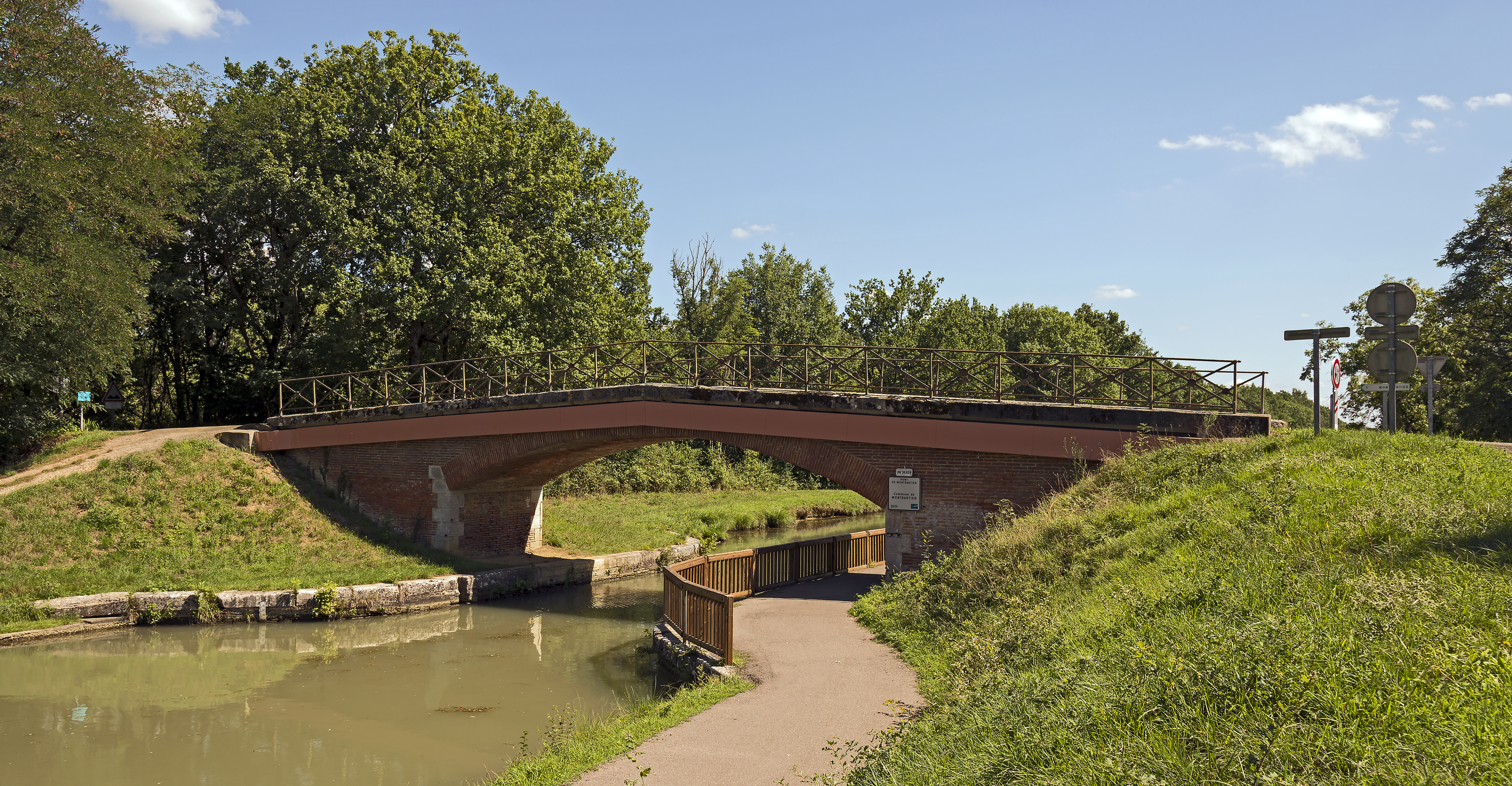
Brücke über den Canal latéral à la Garonne

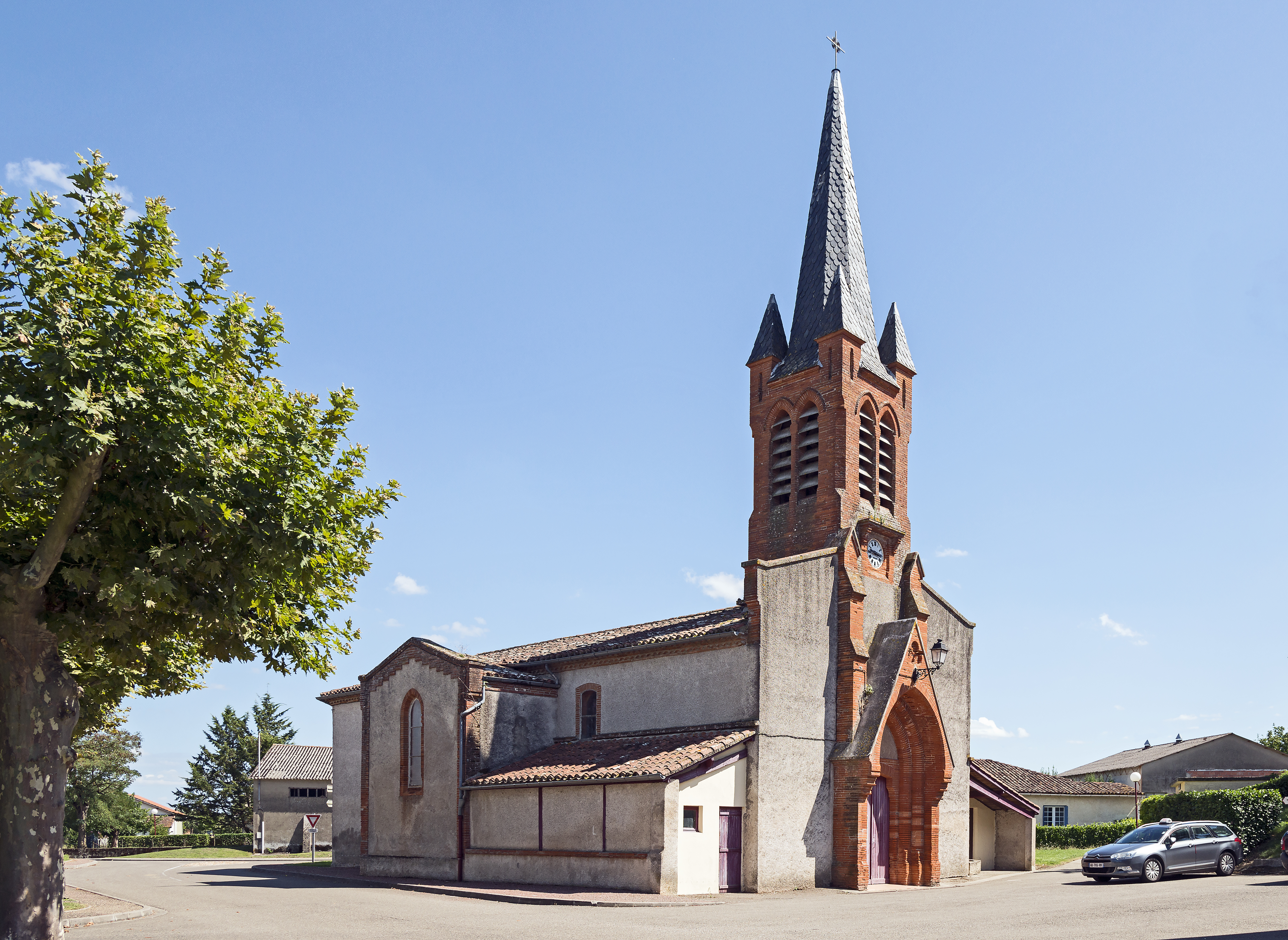
Kirche Saint-Étienne

Montbartier liegt etwa zwölf Kilometer südwestlich von Montauban am Canal latéral à la Garonne. Umgeben wird Montbartier von den Nachbargemeinden Montech im Norden und Nordwesten, Bressols im Nordosten, Labastide-Saint-Pierre im Osten, Campsas im Südosten, Bessens im Süden, Monbéqui im Südwesten sowie Finhan im Westen.

## Verkehr
In der Gemeinde liegt das Autobahnkreuz der Autoroute A62 mit der Autoroute A20. Der Bahnhof der Gemeinde befindet sich an der Bahnstrecke Bordeaux–Sète und wird im Regionalverkehr von TER-Zügen bedient.

## Bevölkerung
| Jahr      | 1962 | 1968 | 1975 | 1982 | 1990 | 1999 | 2006  | 2017  |
| --------- | ---- | ---- | ---- | ---- | ---- | ---- | ----- | ----- |
| Einwohner | 518  | 511  | 506  | 628  | 787  | 811  | 1.000 | 1.331 |

## Sehenswürdigkeiten
- Kirche Saint-Étienne